# Hypholoma epixanthum
Hypholoma epixanthum är en svampart som först beskrevs av Elias Fries, och fick sitt nu gällande namn av Lucien Quélet 1872. Hypholoma epixanthum ingår i släktet Hypholoma och familjen Strophariaceae.   Inga underarter finns listade i Catalogue of Life.